# مايك هوران (لاعب كرة قدم أمريكية)
مايك هوران (بالإنجليزية: Mike Horan)‏ هو لاعب كرة قدم أمريكية أمريكي، ولد في 1 فبراير 1959 في أورانج في الولايات المتحدة.

## وصلات خارجية
- مايك هوران على موقع مرجع كرة القدم المحترفة.كوم (الإنجليزية)
- مايك هوران على موقع كلية كرة القدم في سبورتس رفرنس.كوم (الإنجليزية)